# Roger Goetze
Roger Goetze, né à Paris le 6 décembre 1912 et mort le 28 juillet 2004 à Neuilly-sur-Seine, est un haut fonctionnaire français, inspecteur des finances.

## Carrière
Inspecteur des finances en 1937, il est envoyé par le ministère des finances de Vichy en mission d'inspection en Algérie à partir de fin 1940. Au moment du débarquement allié, en novembre 1942, il devient Directeur des finances d'Algérie.
En septembre 1944, il devient à Paris directeur de cabinet de Pierre Mendès France, ministre de l'économie nationale du gouvernement De Gaulle, jusqu'au départ de Mendès en mai 1945.
Il est directeur du budget de 1949 à 1956, réformant la loi de finances par le décret loi du 11 juin 1956 qui jette les bases de l'ordonnance organique relative aux lois de finances de 1959. Il est ensuite Sous-gouverneur du Crédit foncier de France.
De 1946 à 1966, il a été président de la Société nationale de recherche et d'exploitation de pétrole en Algérie, SN-Repal. Le directeur général de cette société était Armand Colot, ingénieur au corps des mines. C'est l'époque de la découverte et de la mise en exploitation du gisement de Hassi Messaoud, dans le Sahara. 
De juin 1958 à janvier 1959, il est conseiller technique à la présidence du Conseil, au retour du général de Gaulle au pouvoir.
Il est gouverneur du Crédit foncier de France de 1967 à 1977.

## Hommage
Une salle du ministère des Finances à Bercy porte son nom depuis 2006.
Roger Goetze fut nommé grand-officier de la Légion d'honneur.

## Source
- Espoir, revue de la Fondation Charles de Gaulle, n°154, juillet 2008 ; entretien de 1994 avec Goetze : « Eh bien Goetze, les Français crieront. Et après? »
- Entretiens avec Roger Goetze, haut fonctionnaire des Finances. 1, Rivoli-Alger-Rivoli, 1937-1958, N. Carré de Malberg (éd.), Paris : Comité pour l'histoire économique et financière de la France, 1997.
- Entretiens avec Roger Goetze : un financier bâtisseur, 1957-1988 , S. Effosse (éd.), Paris : Comité pour l'histoire économique et financière de la France, 2007.